# ニシイタチウオ
ニシイタチウオ（西鼬魚、学名：Brotula barbata）は、アシロ目アシロ科に分類される魚類の1種。イタチウオ属のタイプ種である。

## 分布・生態
ニシイタチウオは、大西洋の北回帰線と南回帰線に挟まれた熱帯海域に分布する海水魚である。
イタチウオ属の種の中で大西洋に分布するは本種のみである。
海底付近を遊泳し餌を探し回る底生遊泳魚である。
主に大陸棚および大陸斜面上部の水深50-300mの砂泥底に生息するが、水深650mで採集されたこともある。稚魚は浅海の岩礁域やサンゴ礁域で採集される。仔魚は沖合の表海水層で採集される。卵生。卵は楕円形で、寒天質の卵嚢に包まれた状態で産まれ海中を浮遊する。

## 形態
ニシイタチウオは全長50cmほどの個体が多いが、最大で全長94cmにまで達する。
体が細長く、尾部は側扁し、後端が尖る。背鰭と臀鰭が尾鰭と繋がっている。
背鰭軟条数は109-117、臀鰭軟条数は86-90。背鰭と臀鰭は棘条を欠く。体表は全体が微小な円鱗で覆われる。上顎と下顎にそれぞれ三対の髭がある。
頭長は体長の23-25%。
鰓条骨数は8。中基鰓骨上に歯がない。第1鰓弓の発達した鰓耙数は4以下。
腹鰭は2軟条で眼の後方のほぼ前鰓蓋骨下方にある。
体色は褐色。
背鰭と尾鰭は暗色で縁辺ほど色が黒っぽくなる。

## 人間との関わり
ニシイタチウオは、アフリカの熱帯大西洋沿岸諸国で漁業の対象であり、1996年には世界で368トンの漁獲が報告された。主に大陸棚での底曳き網漁で漁獲される。市場には鮮魚および干物、塩漬けなどの形で出回る。